# Vertigo milium
Vertigo milium är en snäckart som först beskrevs av Gould 1840.  Vertigo milium ingår i släktet Vertigo och familjen puppsnäckor. Inga underarter finns listade i Catalogue of Life.